# Píšťany
Píšťany är en ort i Tjeckien.   Den ligger i regionen Ústí nad Labem, i den nordvästra delen av landet, 50 km nordväst om huvudstaden Prag. Píšťany ligger 148 meter över havet och antalet invånare är 185.
Terrängen runt Píšťany är kuperad åt nordväst, men åt sydost är den platt.Runt Píšťany är det ganska tätbefolkat, med 67 invånare per kvadratkilometer. Närmaste större samhälle är Ústí nad Labem, 15,9 km norr om Píšťany. Trakten runt Píšťany består till största delen av jordbruksmark.